# Річицька сільська рада (Ратнівський район)
| Річицька сільська рада — орган місцевого самоврядування у Ратнівському районі Волинської області з адміністративним центром у с. Річиця. Історична дата утворення: в 1947 році. Водоймища на території, підпорядкованій даній раді: річка Прип'ять, озера Річицьке, Мале і Велике Близне. Сільській раді підпорядковані населені пункти: - с. Річиця - с. Мельники-Річицькі - с. Піски-Річицькі |

## Склад ради
Рада складається з 16 депутатів та голови.

### Керівний склад ради
| ПІБ                    | Основні відомості                                                                          | Дата обрання | Дата звільнення |
| ---------------------- | ------------------------------------------------------------------------------------------ | ------------ | --------------- |
| Мажула Василь Адамович | Сільський голова, 1965 року народження, освіта                                             | 26.03.2006   | 31.10.2010      |
| Мажула Василь Адамович | Сільський голова, 1965 року народження, освіта вища, член політичної партії 'Наша Україна' | 31.10.2010   |                 |

Примітка: таблиця складена за даними джерела

## Населення
Згідно з переписом УРСР 1989 року чисельність наявного населення сільської ради становила 2631 особа, з яких 1287 чоловіків та 1344 жінки.
За переписом населення України 2001 року в сільській раді мешкало 2636 осіб.

### Мова
Розподіл населення за рідною мовою за даними перепису 2001 року:
| Мова       | Відсоток |
| ---------- | -------- |
| українська | 99,13 %  |
| російська  | 0,53 %   |
| білоруська | 0,23 %   |
| молдовська | 0,08 %   |